# 국우동
국우동(國優洞)은 대한민국 대구광역시 북구에 있는 행정동이다. 법정동 국우동, 도남동, 동호동, 학정동으로 구성되어 있다. 국우터널을 통하여 무태조야동과 만난다.

## 주거

### 아파트
| 단지명                 | 건설사                             | 시행사            | 주소                  | 주소   | 입주        | 비고     |
| ---------------------- | ---------------------------------- | ----------------- | --------------------- | ------ | ----------- | -------- |
| 칠곡 1차 한라하우젠트  | ㈜한라                             | ㈜한라            | 북구 학남로 10        | 학정동 | 2007년 1월  |          |
| 칠곡 2차 한라하우젠트  | ㈜한라                             | ㈜한라            | 북구 구암로 170       | 학정동 | 2007년 5월  |          |
| 힐스테이트 데시앙 도남 | 태영건설                           | 현대건설 태영건설 | 북구 도남길 76        | 국우동 | 2021년 11월 |          |
| 힐스테이트 데시앙 도남 | 태영건설                           | 현대건설 태영건설 | 북구 도남길 16        | 국우동 | 2021년 11월 |          |
| 힐스테이트 데시앙 도남 | 현대건설                           | 현대건설 태영건설 | 북구 도남중앙로7길 7  | 국우동 | 2021년 11월 |          |
| 힐스테이트 데시앙 도남 | 현대건설                           | 현대건설 태영건설 | 북구 도남중앙로8길 8  | 국우동 | 2021년 11월 |          |
| 칠곡부영 1단지         | 동광주택산업㈜                     | ㈜부영            | 북구 학정동로 7       | 국우동 | 2002년 4월  |          |
| 칠곡주공 1단지         | ㈜한양                             | 대한주택공사      | 북구 구리로 250       | 국우동 | 1999년 10월 |          |
| 칠곡그린빌 주공 5단지  | ㈜신성                             | 대한주택공사      | 북구 학남로 100       | 국우동 | 2002년 10월 | 국민임대 |
| 칠곡그린빌 주공 6단지  | 삼능건설㈜ ㈜삼익건설              | 대한주택공사      | 북구 학정동로 10      | 국우동 | 2002년 10월 |          |
| 칠곡주공 7단지         | ㈜대동건설                         | 대한주택공사      | 북구 학남로 60        | 학정동 | 2007년 7월  | 국민임대 |
| 학정청아람             | ㈜동화건설 ㈜한라주택 ㈜신동아건설 | 대구도시공사      | 북구 학정로110번길 29 | 학정동 | 2007년 11월 |          |
| 칠곡 현대              | 현대산업개발                       | 현대산업개발      | 북구 구리로 254       | 국우동 | 1999년 11월 |          |

## 교육
- 대구학남초등학교
- 대구도남초등학교
- 대구국우초등학교
- 대구학정초등학교 (학정동)
- 학남중학교
- 학남고등학교
- 대구국제고등학교